# Lopez Lomong
Lopez Lomong (5 de gener de 1985) és un atleta nord-americà de pista i camp d'origen sud-sudanès. Lomong, un dels nens perduts del Sudan, va arribar als Estats Units a 16 anys i es va convertir en ciutadà dels Estats Units el 2007.
Es va classificar per als Jocs Olímpics d’estiu del 2008 als 1.500 metres a les proves olímpiques dels Estats Units a Eugene, Oregon. Va ser abanderat dels Estats Units durant la cerimònia d’obertura dels Jocs Olímpics d’estiu del 2008.
És membre de l'equip Darfur, un grup d’atletes que insten la Xina a exercir pressió sobre el govern sudanès per abordar la guerra a Darfur. L’autobiografia de Lomong, Running for My Life, es va publicar el 2012, coescrita amb Mark Tabb.

## Biografia
Lopez Lomong va néixer com a Lopepe Lomong a Kimotong, un poble ètnic de Buya al comtat de Budi, de l'estat de Namorunyang, al Sudan del Sud, fill d'Awei Lomong i Rita Namana. La data de naixement real de Lomong és el 5 de gener de 1985, però, com tots els nens perduts que van arribar als Estats Units sense tràmits, el seu aniversari oficial figura a l’1 de gener. Lopez Lomong i la seva família pertanyen al grup ètnic Buya (també anomenat Boya del sud-est de Sudan del Sud, on parlen la llengua laarim.
Lomong va ser víctima de la Segona Guerra Civil sudanesa. Catòlic, va ser segrestat a sis anys mentre assistia a missa catòlica i considerat mort per la seva família i enterrat in absentia. Gairebé va morir en captivitat, però altres persones el van ajudar a escapar del seu poble. Juntament amb tres nois més van córrer durant tres dies fins que van travessar la frontera amb Kenya. Lomong va passar deu anys al camp de refugiats de Kakuma, al comtat de Turkana, al nord-est de Kenya, abans de ser traslladat als Estats Units a través del programa Unaccompanied Refugee Minor de la Toomey Residential and Community Services. El seu nom "Lopez" li van donar com a sobrenom al camp de refugiats i més tard el va adoptar oficialment. El que el va inspirar per ser corredor va ser veure a la televisió Michael Johnson als Jocs Olímpics d’estiu del 2000.
Lomong és un dels nens perduts del Sudan. Va ser reassentat als Estats Units el 2001 a través del programa Unaccompanied Refugee Minor amb Robert i Barbara Rogers, a l'Estat de Nova York. Lomong va assistir a l'escola secundària de Tully, a Nova York, entrant a desè curs. A l'escola secundària, va ajudar a dirigir els equips de cross country i de pista de seccions i estats, i després d'assistir breument a la Universitat Estatal de Norfolk, més tard va competir per la Universitat del Nord d'Arizona. El 2007, Lomong va ser campió de sala de la NCAA dels 3000 metres i el campió a l'aire lliure a 1500 metres mentre competia pel nord d'Arizona. Es va convertir en ciutadà naturalitzat dels Estats Units el 6 de juliol de 2007.
Tot i que originalment pensava que els seus pares havien estat assassinats per l'Exèrcit d'Alliberament Popular del Sudan, es va reunir amb la seva mare i la seva família, que vivien fora de Nairobi, el 2003. Va tornar per primera vegada al seu poble natal de Kimotong el desembre del 2006. Va tornar al Sudan el 2008 amb una organització anomenada Sudan Sunrise per començar la construcció de l'Escola i l'Església de la Reconciliació Lopez Lomong. A principis de 2009 va viatjar de tornada per portar els seus germans menors, Alex i Peter, de tornada als Estats Units per assistir a l'escola de la Fork Union Military Academy. Seguint els passos del seu germà gran Lopez, Peter Lomong ara corre a la Universitat del Nord d’Arizona, mentre que Alex Lomong corre a la Universitat Estatal d’Ohio.

### Jocs Olímpics d’estiu del 2008

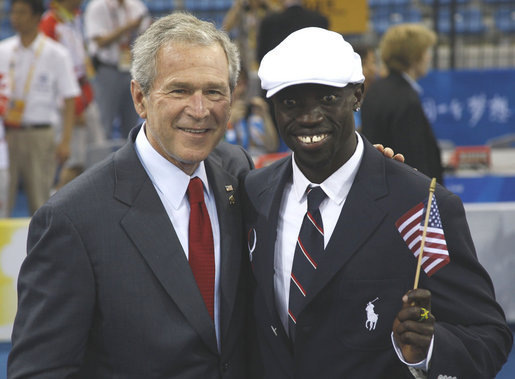
Lomong amb el president dels Estats Units George W. Bush durant la cerimònia d'obertura a Pequín

Lomong es va classificar per a l'equip olímpic dels Estats Units el 6 de juliol de 2008, un any després d'aconseguir la seva ciutadania nord-americana. "Ara no sóc només un dels "nois perduts", va dir als periodistes. "Sóc nord-americà".
Després del seu èxit en l’àmbit col·legial, López va signar un contracte amb Nike per a competir professionalment. Està especialitzat en la cursa de 1500 m, però és un rival seriós en totes les curses de mitja distància, des dels 800 m fins als 5 km. López va acabar cinquè a la final de 800 metres durant les proves olímpiques dels EUA del 2008, que va córrer com a part dels seus entrenaments per als 1500 metres.
Lomong va ser escollit pels capitans de l'equip olímpic dels Estats Units abanderat per portar la bandera dels Estats Units a la cerimònia d’obertura de la cerimònia d’obertura dels Jocs Olímpics d’estiu del 2008. Els capitans de l'equip olímpic nord-americà van dir que Lomong es mereixia l'honor de portar la bandera perquè estava molt orgullós de la seva ciutadania.
López és membre de l'equip Darfur. Durant les setmanes prèvies als Jocs Olímpics, Lomong va parlar sovint sobre la necessitat de conscienciar sobre la violència a Darfur. Des de la seva selecció com a abanderat, no ha criticat directament la Xina i ha decidit centrar-se en el costat inspirador de la seva història. "Estic aquí per competir pel meu país", va dir Lomong als periodistes quan van fer preguntes sobre els drets humans. "Se suposa que els Jocs Olímpics reuniran la gent pacíficament i estic desitjant això, trepitjar la pista i lluir els meus colors i representar el meu país". Referint-se específicament a la Xina, Lomong va respondre: "Els xinesos han estat fantàstics ajuntant totes aquestes coses. És fantàstic estar aquí ".
Va ser eliminat a les semifinals del 1500 als Jocs Olímpics de 2008 a Pequín.

### Campió dels EUA del 2009
Lomong va guanyar el seu primer títol nacional quan va acabar primer en els 1500 metres al Campionat dels Estats Units a l'aire lliure de 2009 en 3: 41,68. Aquell estiu també va acabar vuitè a la final del Campionat Mundial d’Atletisme. Va cursar la millor carrera de 3: 32,94 aquell any al 1500.

### Campió dels EUA 2010
El juny de 2010, Lomong va repetir com a campió masculí guanyant els 1500 metres al Campionat Exterior dels EUA de 2010 en una cursa altament tàctica. Va córrer els últims 400 metres d’aquella cursa en 51,29 segons. Més tard, a l'estiu del 2010, Lomong va baixar la seva marca personal a 1.500 metres fins a les 3.32.20 a la trobada de la Lliga Diamant a Mònaco.

### 2012
El 29 d'abril de 2012, Lomong va córrer els seus primers 5.000 metres al Payton Jordan Invitational. Tot i calcular malament les voltes i pensar que havia acabat quan en realitat li quedava una volta, va establir un temps de lideratge mundial del 2012 de 13: 11,63. Lomong va continuar el seu èxit a les proves olímpiques dels Estats Units del 2012. Va aconseguir una plaça per a la final de 5000 metres després de guanyar la seva eliminatòria preliminar en 13: 42.81, just per davant del rècord nord-americà Bernard Lagat (13: 42.83). A la final, va classificar-se tercer per darrere del guanyador Galen Rupp i del subcampió Bernard Lagat per aconseguir un lloc al seu segon equip olímpic.

### Jocs Olímpics de Londres
El 8 d'agost de 2012, Lomong es va classificar 4t en la seva fase preliminar per classificar-se per a la final de 5000 m. A la final, que va tenir lloc l’11 d’agost de 2012, va acabar en el 10è lloc. Lomong va formar part d’una forta actuació nord-americana, amb els seus compatriotes Bernard Lagat i Galen Rupp situant-se en la quarta i la setena posició, respectivament.

### 2013
Lomong va participar en la Milla Wanamaker de la NYRR Men's als Jocs Millrose del 2013. Va guanyar la cursa en un millor temps personal de 3: 51,21, just per davant de Matthew Centrowitz, un home decorat de 1500 metres. El temps de Lomong va superar el rècord anterior de 3: 53,92 de l'Armeria que acabava de fixar el 2012 Centrowitz, així com el rècord de 3: 52,87 de Millrose establert per Bernard Lagat. Lomong va superar l’anterior rècord nord-americà de 5000 m que tenia Bernard Lagat a la darrera trobada d’oportunitats de l’Armory amb un temps de 13: 07.00.

### 2014
Lomong va guanyar els 1500 metres en 3: 43.09 al Campionat de Pista Coberta dels Estats Units al Centre de Convencions d'Albuquerque, a Nou Mèxic.
Lomong va acabar 18è en els 1500 metres el 7 de març de 2014 als Campionats Mundials de pista coberta de la IAAF de 2014.
López va acabar en tercera carrera 3: 39.11 el 28 de juny als Campionats dels Estats Units de pista i camp a Sacramento, Califòrnia

### 2015
L'1 de març, Lomong va acabar vuitè a la milla als USATF Indoor Championships organitzats al Reggie Lewis Center, Boston, MA.
Al juny, Lomong va acabar 6è en 13: 53,64 en 5.000 metres als USATF Outdoor Championships organitzats a Hayward Field, Eugene, Oregon.
El 8 d’agost, Lomong va guanyar el Campionat Sènior NACAC 2015 de 5.000 metres organitzat a l’ Estadi Nacional de Costa Rica, San José, Costa Rica.

### 2017
Al maig de 2017, Lomong va ajudar en l’ intent de Nike Breaking2 d’aconseguir una marató de menys de 2 hores.

### 2018
Al juny, Lomong va guanyar el campionat a l’aire lliure de l’USATF en els 10.000 metres a l'estadi Drake, Des Moines, Iowa.
El 4 de juliol, Lopez Lomong es va classificar 5è en 28:59 a la cursa de carretera Peachtree de 2018.
El 3 d’agost, Lomong va guanyar Sir Walter Miler el 2018 en 3: 53,86 en la mateixa cursa John Gregorek Jr., Sam Prakel, Patrick Casey, Ben Blankenship, Craig Engels, Sean McGorty, Hassan Mead, Charlie Marquardt, Robert Domanic, Graham Crawford, Jacob Thomson i Cristian Soratos van córrer per sota de les 4:00.

### 2019
Lomong es va repetir com a campió nacional de 10.000 metres al Campionat a l'aire lliure de la USATF 2019. Va acabar primer en els 5.000 metres, convertint-se en el primer a doblar en les dues proves del campionat nacional des del 2012.